# Terence Bannon

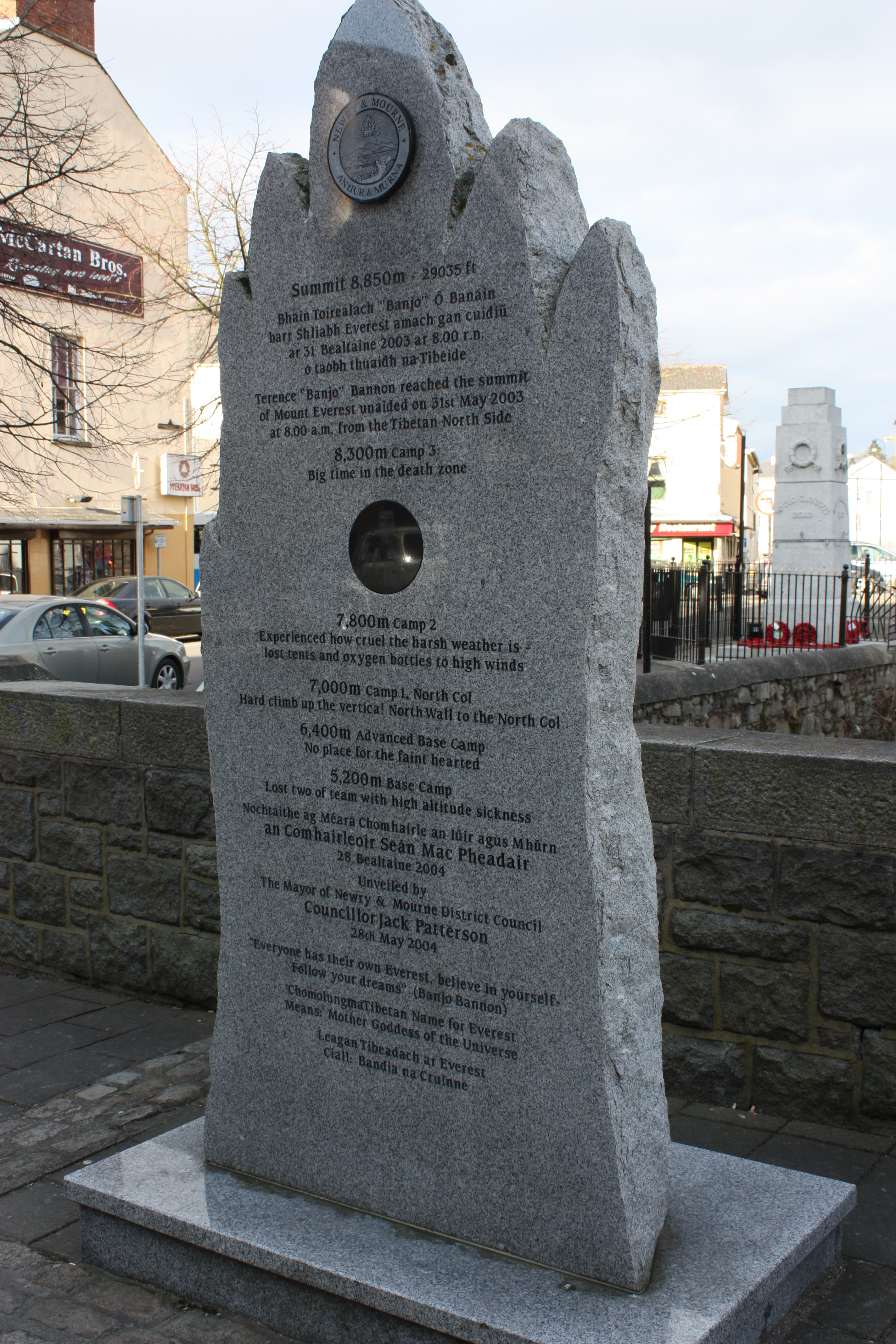
Terence Bannon Gedenkstein

Terence 'Banjo' Bannon (* 24. November 1967 in Newry, Nordirland) ist ein nordirischer Bergsteiger und Abenteurer.

## Leben
Terence Bannon ist nach Dawson Stelfox der zweite Nordire, welcher den Gipfel des Mount Everest am 31. Mai 2003 erklommen hat. Im Mai 2004 wurde er dafür mit einer Steintafel, deren felsige Kontur an den Mount Everest erinnern soll, geehrt. Sie befindet sich vor dem Rathaus von Newry, Nordirland. Zudem wurde ihm der Ehrenstatus Freedom of the City of Newry verliehen.
Im August 2006 unternahm er mit einem neunköpfigen Team den Versuch, den K2 zu besteigen. Knapp 200 Meter unterhalb des Gipfels kam es hierbei zu einem folgenschweren Lawinenunglück, bei dem vier russische Bergsteiger des Expeditionsteams ums Leben kamen.

## Publikationen
- Ascending the Dream: The Life and Climbs of Banjo Bannon. Gill & Macmillan Ltd, Dublin 2009, ISBN 0-7171-4631-6.